# Oscuramento al bordo

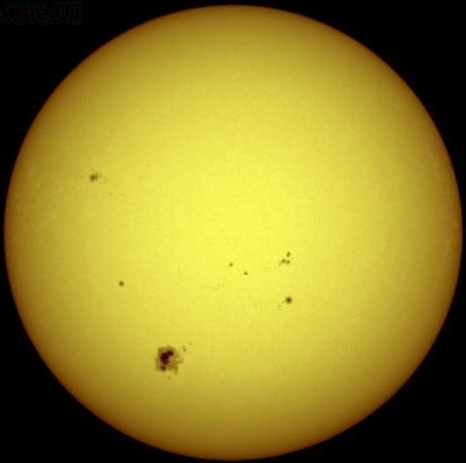
Un'immagine del Sole nel campo della luce visibile, in cui è evidente la minore intensità luminosa proveniente dalle regioni periferiche del disco solare.

Il fenomeno dell'oscuramento al bordo (anche noto come limb darkening, dalla lingua inglese) è responsabile della diminuzione dell'intensità luminosa proveniente da una stella o da un altro corpo celeste in prossimità del perimetro del disco visibile. È il risultato di due concause:
- La densità della stella decresce al crescere della distanza dal centro;
- La temperatura della stella decresce al crescere della distanza dal centro.

Uno schema semplificato dell'oscuramento al bordo. Il cerchio esterno è il punto oltre il quale i fotoni emessi dall'interno della stella non sono più assorbiti. L è la distanza alla quale la profondità ottica è 1. I fotoni ad alta temperatura emessi in A escono dalla stella, così come quelli di temperatura più bassa (e quindi meno luminosi) emessi in B.

## Descrizione
Per comprendere l'oscuramento al bordo occorre usare il concetto di profondità ottica. Una profondità ottica di uno è uno strato di gas sufficientemente spesso per far sì che solo una frazione di fotoni, pari a 1/e, possa uscirne. Questo è ciò che definisce il bordo visibile di una stella, perché è ad una profondità ottica di 1 che la stella diventa opaca. La radiazione che raggiunge l'osservatore è quindi approssimabile con la somma di tutte le radiazioni emesse nell'interno della stella lungo la linea di vista, fino a raggiungere il punto di profondità ottica unitaria. Guardando verso il centro della stella, "vedremo" quindi la stella fino a tale profondità. Ma guardando il bordo di una stella, il nostro sguardo non può scendere altrettanto sotto la superficie, perché la linea di vista dovrà attraversare un maggiore strato di gas (vedi schema a sinistra). In altre parole, il raggio stellare corrispondente ad una profondità ottica unitaria cresce quando spostiamo lo sguardo dal centro verso il bordo.
Il secondo effetto è il fatto che la temperatura dell'atmosfera stellare in genere scende allontanandosi dal centro della stella. La radiazione emessa da un gas è fortemente dipendente dalla temperatura: per esempio, in un corpo nero l'intensità è proporzionale alla quarta potenza della temperatura (legge di Stefan-Boltzmann). Ciò significa che, quando la linea di vista è diretta verso il centro della stella (e quindi arriva ad una maggiore profondità), vedremo la radiazione emessa da uno strato di gas più caldo, e quindi più luminoso.
In effetti, la temperatura del Sole non scende uniformemente al crescere del raggio, e per certe linee spettrali la profondità ottica è 1 in regioni in cui la temperatura sale. In questo caso l'effetto è di "illuminamento al bordo".

## Calcolo dell'intensità al bordo
L'effetto dell'oscuramento al bordo è calcolabile tramite il calcolo dell'intensità che emerge dalla stella al variare dell'angolo formato con la linea di vista. In prima approssimazione l'intensità può essere scritta come:
{\displaystyle {I_{\lambda }(\theta ,\tau =0)}=a+b\cos {\theta }}
Dove i parametri a e b dipendono dalla lunghezza d'onda. L'equazione deriva direttamente dall'equazione del trasporto radiativo:
{\displaystyle {\frac {dI_{\lambda }}{d\tau _{\lambda }}}-I_{\lambda }=S_{\lambda }}
Dove {\displaystyle S_{\lambda }}è la funzione sorgente alla lunghezza d'onda {\displaystyle \lambda }. Moltiplicando entrambi i membri per l'esponenziale {\displaystyle e^{-\tau _{\lambda }}}e integrando tra una profondità ottica generica e zero si ottiene:
{\displaystyle \int _{\tau *}^{0}d\tau _{\lambda }{\frac {d}{d\tau _{\lambda }}}\left(I_{\lambda }e^{-\tau _{\lambda }}\right)=\int _{\tau *}^{0}d\tau _{\lambda }S_{\lambda }e^{-\tau _{\lambda }}}
Facendo intervenire l'ipotesi di atmosfera piano parallela si può cambiare variabile in favore della profondità ottica lungo la verticale {\displaystyle \tau _{v}=\tau _{\lambda }cos(\theta )}si ottiene:
{\displaystyle I(\tau =0)=\int _{\tau _{v}sec(\theta )}^{0}d\tau _{v}sec(\theta )S_{\lambda }e^{-\tau _{v}sec(\theta )}}
Supponendo {\displaystyle S_{\lambda }=a+b\tau _{v}}e facendo tendere {\displaystyle \tau _{v}\rightarrow +\infty } in modo da tenere conto dell'intensità che emerge da tutti gli strati dell'atmosfera, si ottiene l'equazione dell'intensità in funzione dell'angolo.